# Murió hace quince años
Murió hace quince años és una pel·lícula dramàtica espanyola de 1954 dirigida per Rafael Gil Álvarez i protagonitzada per Rafael Rivelles, Francisco Rabal i Lyla Rocco.

## Argument
Diego Acuña, un dels 5.000 nens portats a Rússia durant la guerra civil espanyola, ha estat preparat com a agitador internacional del PCUS a França i Itàlia i és enviat a Espanya amb l'encàrrec d'assassinar el seu pare, que és un obstacle per l'actuació clandestina del PCE. Es trasllada a Espanya fingint fugir de l'URSS.

## Repartiment
- Rafael Rivelles - Coronel Acuña
- Francisco Rabal - Diego
- Lyla Rocco - Mónica
- Gérard Tichy - Germán Goeritz
- Carmen Rodríguez - Cándida
- Ricardo Calvo - Daniel
- Fernando Sancho - Joaquín Campos
- Félix de Pomés - Jefe de policía
- Antonio Prieto - Ramón Iranzo
- José Manuel Martín - Muñoz
- Porfiria Sanchíz - Professora
- Carlos Acevedo - Diego, de nen
- María Dolores Pradera – Cantant
- Maria Piazzai - Irene
- Gabriel Alcover - Primer agent a El Escorial
- Juan José Alcón - Diego, de jove
- Adela Carboné - Vieja
- Álvarez de Quindós - Doctor
- Ramón D. Faraldo - Professor
- Rufino Inglés - Segon agent a El Escorial
- Damián Rabal - Mariner
- Pedro Luis Ramírez - Viatger de l'avió
- Luis Rivera - Maitre
- Jacinto San Emeterio - Agent de l'aeroport
- Carlos Miguel Solá - Agent al caserón

## Premis
- 1954 - Fotogramas de Plata al millor intèrpret de cinema espanyol per Rafael Rivelles.[3]